# 贝桑松维奥特站
贝桑松维奥特站是法国的一个铁路车站，位于法国东部城市，杜省省会贝桑松。

## 位置
贝桑松维奥特站位于贝桑松老城区北部，因其地处杜河（Le Doubs）右岸的一处名为"维奥特"的高地上而得名，距离贝桑松市政府（Mairie de Besançon）大约1.1公里。车站呈东北—西南走向，开口朝东南方向。车站依靠地形分为两层，其中上层为站房、站台、售票厅和候车室；下层则为出站口和地下通道，并连通停车场和公交车站。此外，贝桑松维奥特站北侧也设有出入口，但因背对贝桑松市区，故而人流量很小。

## 车站历史
贝桑松维奥特站始建于1855年，于第二年春季建成。"维奥特"这一后缀主要是为了和贝桑松境内的另一座火车站"贝桑松穆耶尔站"（Gare de Besançon-Mouillère）区分，不过后者现仅为一个小站，无始发车。二战时，贝桑松维奥特站受到严重破坏，后勉强恢复重建。1960年，贝桑松市政府决定重新建造贝桑松维奥特站，新的站房于1964年建成。2012年起，随着贝桑松有轨电车的修建，贝桑松维奥特站也随之进行了改造，并于2014年底投入使用。

## 本站可直达城市
| 贝桑松维奥特站出发可直达的城市 | |

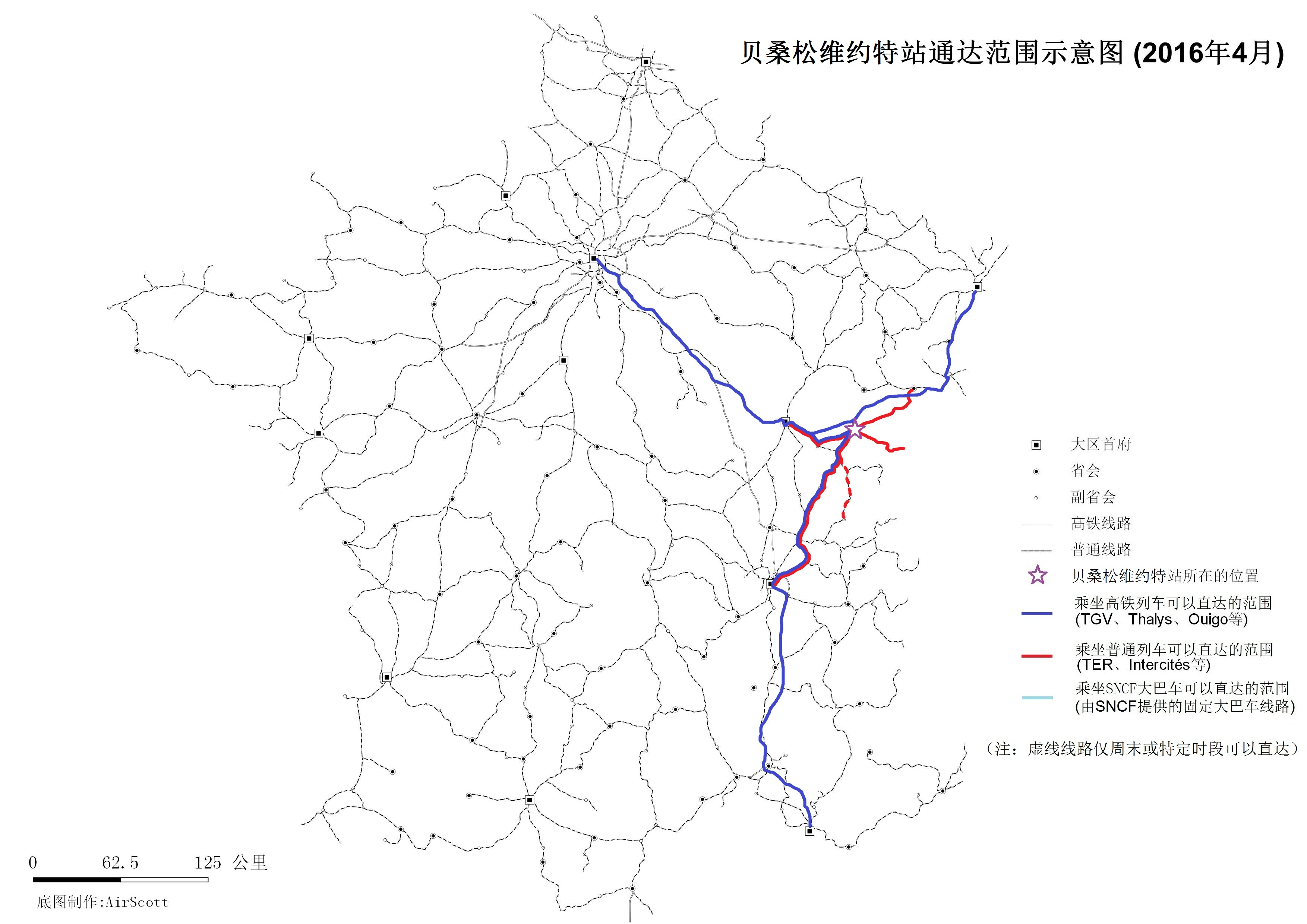
贝桑松维奥特站通达范围示意图（2016年4月）

| - 为方便阅读，可到达的城市按照城市法语名的首字母顺序排序。 - 粗体字为法国省会城市，斜体字的城市仅周末或特定时段才能直达。 - 中文名称非官方正式翻译，仅供参考。 | |
| 目的地所在大区或国家 | 可以直达的目的地 |
| 法兰西岛 | 巴黎 |
| 大东部 | 米卢斯、斯特拉斯堡 |
| 勃艮第-弗朗什-孔泰 | 贝桑松TGV站、 昂德洛昂蒙塔涅、阿尔布瓦、阿尔克和瑟南、欧克索讷、阿武德雷、博姆莱达姆、贝尔福、杜河畔比扬、尚帕尼奥勒、克莱瓦勒、科隆日莱普勒米耶尔、科隆比耶方丹、库桑斯、当皮埃尔、达讷马里叙克雷特、德吕、第戎、多勒、栋布朗、埃科勒-瓦朗坦、埃塔朗、弗拉努瓦、让利斯、日耶、埃里库尔、拉绍米斯、拉绍迪栋比耶夫、杜河畔利勒、莱塞、洛皮塔勒-迪格罗布瓦、列勒、隆斯勒索涅、马米罗勒、蒙坦、蒙巴尔、蒙贝利亚尔、蒙费朗堡、莫尔比耶、莫雷兹、莫尔、莫尔托、穆沙尔、讷伊莱第戎、诺维拉尔、奥尔尚、波利尼、朗绍、罗什莱博普雷、圣阿穆尔、圣克洛德、圣洛朗昂格朗沃、圣洛坦、索恩、托尔普、瓦尔达翁、维莱莱波、瓦特尔、武若库尔 |
| 普罗旺斯-阿尔卑斯-蓝色海岸 | 普罗旺斯艾克斯、阿维尼翁、马赛 |
| 奥弗涅-罗讷-阿尔卑斯 | 瓦朗斯TGV站、 昂贝略昂比热、布雷斯地区布尔格、里昂 |
| 瑞士 | 拉绍德封、勒洛克勒 |
| 1. 2. | |

## 停靠线路
以下列车线路在贝桑松维奥特站停靠：
| 贝桑松维奥特站列车线路表                                      |      |                          |                                     |              |
| 线路                                                          | 车种 | 上一站                   | 下一站                              | 大致运行频率 |
| 巴黎—贝桑松                                                   | TGV  | 多勒                     | （终点）                            | 每天1趟      |
| 巴黎—贝桑松                                                   | TGV  | 贝桑松TGV                | （终点）                            | 每天3趟左右  |
| 第戎—贝桑松—贝尔福                                            | TER  | 圣维特/弗拉努瓦/（起点） | （终点）/罗什莱博普雷/博姆莱达姆    | 每天15趟左右 |
| 贝尔福/贝桑松—隆斯勒索涅/布雷斯地区布尔格/里昂帕尔迪厄/佩拉什 | TER  | 博姆莱达姆/（起点）      | 弗拉努瓦/蒙费朗-托赖斯/阿尔克和瑟南 | 每天8趟左右  |
| 贝桑松—贝桑松TGV                                              | TER  | （起点）                 | 埃科勒-瓦朗坦                       | 每天8趟左右  |
| 贝桑松—莫尔托/勒瓦尔达翁/拉绍德封                             | TER  | （起点）                 | 贝桑松穆耶尔                        | 每天4~11趟   |
| 贝桑松—圣克洛德                                               | TER  | （起点）                 | 阿尔克和瑟南                        | 每周1趟      |
| 穆沙尔—贝桑松                                                 | TER  | 弗拉努瓦                 | （终点）                            | 每天1~3趟    |
| 1.                                                            |      |                          |                                     |              |

## 配套交通

### 长途客运汽车
| 停靠贝桑松维奥特站的大巴车 |                     | |
| 上下车地点                 | 运营单位            | 主要目的地 |
| 贝桑松维奥特站门口         | Flixbus             | （可直达或通过联程中转的方式，前往法国及欧洲20个目的地） |
| 贝桑松维奥特站门口         | 杜省城际客运 MobiGo | LR201 沃苏勒 LR202 德韦塞 · 奥尼翁河畔沃赖 · 里奥 · 沃苏勒 LR203 埃塔朗 · 莱普勒米耶萨潘 · 古莱叙西耶 · 杜城 · 蓬塔利耶 LR204 塔尔瑟奈 · 奥尔南 · 蒙热苏瓦 · 维亚方 · 穆捷欧特皮埃尔 · 蓬塔利耶 LR205 吕费堡 · 马尔奈 · 沃内尔 · 格雷 |
| 贝桑松维奥特站门口         | SNCF                | （当某条铁路线施工或罢工时，SNCF可能会提供途径该线路沿途站点的大巴车） |
| 1. 2.                      |                     | |

### 城市公共交通
| 贝桑松维奥特站附近的市内公共交通线路 |                               |                                                                                               |
| 公交车站名称                         | 位置                          | 停靠线路                                                                                      |
| 维奥特火车站                         | 车站正门前方 （有轨电车车站） | 2 维奥特火车站（Gare Viotte） ↔ 沙扎勒高地（Hauts du Chazal）                                                           |
| 维奥特火车站                         | 车站正门前方 （公交车站）     | L3 共和首末站（Pôle République） ↔ 特米首末站（Pôle Temis） L5 布勒日耶（Bregille） ↔ 圣克洛德（Saint-Claude） 8 巴唐（） ↔ 瓦朗坦天地（Espace Valentin） |
| 维奥特火车站北                       | 车站后门（北侧） （公交车站） | L5 布勒日耶（Bregille） ↔ 圣克洛德（Saint-Claude） 8 巴唐（） ↔ 瓦朗坦天地（Espace Valentin）                                    |
| 1.                                   |                               |                                                                                               |

## 临近车站
| 贝桑松维奥特站（Gare de Besançon-Viotte） |                      |                         |
| 上行车站                                  | 线路                 | 下行车站                |
| 弗拉努瓦站 6,9km ←                        | 多勒城－贝尔福铁路   | 罗什莱博普雷站 → 8,8km  |
| （起点）                                  | 贝桑松－勒洛克勒铁路 | 贝桑松穆耶尔站 → 3km    |
| （起点）                                  | 贝桑松－沃苏勒铁路   | 埃科勒-瓦朗坦站 → 4,2km |